# Eutropis carinata
Eutropis carinata är en ödleart som beskrevs av  Schneider 1801. Eutropis carinata ingår i släktet Eutropis och familjen skinkar. IUCN kategoriserar arten globalt som livskraftig. Inga underarter finns listade i Catalogue of Life.